# Rodrigo Aguirre
Rodrigo Sebastián Aguirre Soto (ur. 1 października 1994 w Montevideo) – urugwajski piłkarz występujący na pozycji napastnika lub skrzydłowego, od 2024 roku zawodnik meksykańskiej Amériki.
W swojej karierze grał także w Liverpool FC, Udinese Calcio i LDU Quito.